# Яблунівська сільська рада (Галицький район)
| Яблунівська сільська рада — орган місцевого самоврядування у Галицькому районі Івано-Франківської області з адміністративним центром у с. Яблунів. Історична дата утворення: в 1940 році. Сільській раді підпорядковані населені пункти: - с. Яблунів — населення 546 чол.; площа 1,060 кв.км; засн. в 1884 році. |

## Склад ради
Рада складається з 12 депутатів та голови.

### Керівний склад ради
| ПІБ                      | Основні відомості                              | Дата обрання | Дата звільнення |
| ------------------------ | ---------------------------------------------- | ------------ | --------------- |
| Коваль Василь Васильович | Сільський голова, 1961 року народження, освіта | 26.03.2006   | 31.10.2010      |

Примітка: таблиця складена за даними джерела